# (4174) Pikulia
(4174) Pikulia ist ein Hauptgürtelasteroid, der am 16. September 1982 von Ljudmila Iwanowna Tschernych vom Krim-Observatorium aus entdeckt wurde.
Der Asteroid wurde nach dem sowjetischen Schriftsteller Valentin Savvich Pikul' (russisch Валенти́н Са́ввич Пи́куль) (1928–1990) benannt.